# El Mela
El Mela è una montagna delle Ande situata nella Provincia di La Rioja in Argentina.
La montagna ha un'altezza di 4150 metri sul livello del mare ed una prominenza particolarmente elevata di 2.907 m.